# 摩拉維亞方言
摩拉維亞方言（捷克語：moravská nářečí, moravština）是捷克摩拉維亞地區捷克語方言的集合。一些摩拉維亞人（據2011年人口普查，自認為自己是摩拉維亞人的人口有108,469人）要求將摩拉維亞方言升格為獨立的語言，而不是捷克語的一部分。東南摩拉維亞方言在發音上更接近斯洛伐克語。